# Урма (Костромская область)
Урма — деревня в Кологривском муниципальном округе Костромской области.

## География
Находится в северной части Костромской области на расстоянии приблизительно 5 км на север-северо-запад по прямой от города Кологрив, административного центра округа на левобережье реки Унжа.

## История
Деревня нанесена на карту еще 1816 года. В 1872 году здесь было учтено 32 двора, в 1907 году — 60. До 2021 года входила в состав городского поселения город Кологрив до его упразднения.

## Население
Постоянное население составляло 240 человек (1872 год), 335 (1897), 382 (1907), 0 в 2002 году, 6 в 2022.